# Hirschegger Sattel
Der Hirschegger Sattel (auch Salzstiegel) ist eine Passhöhe in der Steiermark.
Südlich des Gaberls verbindet der Hirschegger Sattel (1543 m ü. A.) das Obere Murtal mit Köflach. Die Straße ist nicht ausgebaut, sondern teilweise nur geschottert. Um 1900 wurde auf der Passhöhe erstmals eine kleine Selbstversorgerhütte errichtet, die später auch für den Pferdewechsel der Salztransporte genutzt wurde. Heute befindet sich dort das Salzstiegelhaus.
Auch der Nord-Süd-Weitwanderweg (Österreichischer Weitwanderweg 05) verläuft vom Gaberl kommend über den Hirschegger Sattel.